# 小川奈々子
小川 奈々子（おがわ ななこ、1999年10月1日 ‐ ）は、日本の女性アイドル。北海道出身。アソビシステムによるアイドルプロジェクト「KAWAII LAB.」から誕生した7人組アイドルグループCANDY TUNEのメンバー。身長は160 cm、メンバーカラーはミントグリーン。愛称は「なちこ」など。所属はアソビシステム。

## 来歴
- **2023年1月14日**、アソビシステムの音楽プロジェクト「KAWAII LAB.」の新アイドルグループとして進行中の中で、CANDY TUNEのメンバーとして発表される（後にグループ化）。[3]
- **同年2月2日**、グループ名が「CANDY TUNE」に決定し、SNS公式アカウントが開設される。[4]
- **3月14日**、Spotify O-EASTでの「KAWAII LAB. SESSION ～CANDY TUNE～」にてデビュー。[5]
- グループの**1stデジタルアルバム『CANDY TUNE』**からの楽曲「キス・ミー・パティシエ」がTikTokで話題となる。[6]
- **2024年10月24日**、CBCテレビにて自身初となるレギュラーMC番組『お歌詞もぐもぐ』の放送開始。[7]
- **2024年12月4日**、「Yahoo!検索大賞2024」にてネクストブレイク人物部門に選出される。[8]

## 人物
- 身長は160 cm。メンバーカラーはミントグリーン。愛称は「なちこ」など。ファンやメンバーから親しみを込めてそう呼ばれている。[9]
- 趣味は占い、外カメラを使った自撮りや「たくさん食べている人を見ること」。特技はフィギュアスケート。[10]

## SNS
- 公式Instagram（@__nchisan__）のフォロワー数は約22.2万人（2025年8月現在）。[11]

## 出演
ライブ・イベント
- **2024年10月1日**、渋谷 duo にて行われた自身の生誕祭ライブが開催され、ファンやメンバーからも祝われた。[12]